# キング観光
株式会社キング観光（キングかんこう）は、三重県桑名市に本社を置く企業（パチンコチェーン）。
2025年（令和7年）時点で、三重県、愛知県、和歌山県、滋賀県にキング観光という店名のパチンコ・スロット店を計25店舗経営しているほか、名古屋市にフィットネスジムを1店舗、三重県に餃子無人販売店を4店舗経営している。

## 歴史
1953年（昭和28年）、三重県桑名市駅元町7に第1号店となるキング会館を開店させた（創業）。
1982年（昭和57年）7月、有限会社キング観光から株式会社キングに改組した。1993年（平成5年）1月、株式会社三重キングと株式会社キングが合併して株式会社キングとなり、4月には株式会社キングから株式会社キング観光に社名変更した。1997年（平成9年）10月、桑名市中央町に本社ビルが完成した。
2000年（平成12年）には売上高が500億円を超えた。同年7月には三重県公安委員会によって三重県内におけるスロットマシンの設置が認可され、12月には初の大型店舗として鈴鹿店を開店させた。2004年（平成16年）4月には初めて1000台を超すサウザンド津店を開店させた。同年12月には名古屋市の中心街である栄エリアに、シンボル店舗としてサウザンド新栄店を開店させた。
2006年（平成18年）には売上高が1500億円を超えた。2016年（平成28年）5月には創立50年を迎え、2018年（平成30年）1月には権田清が社長に就任した。2024年（令和6年）には売上高が2000億円を超えた。
2019年（令和元年）からは桑名市総合医療センターに対して毎年1000万円の寄付を行っており、センター内の医療チームを対象とする権田記念病院貢献賞が授与されている。名称は権田清社長に由来する。

## パチンコ店（25店舗）

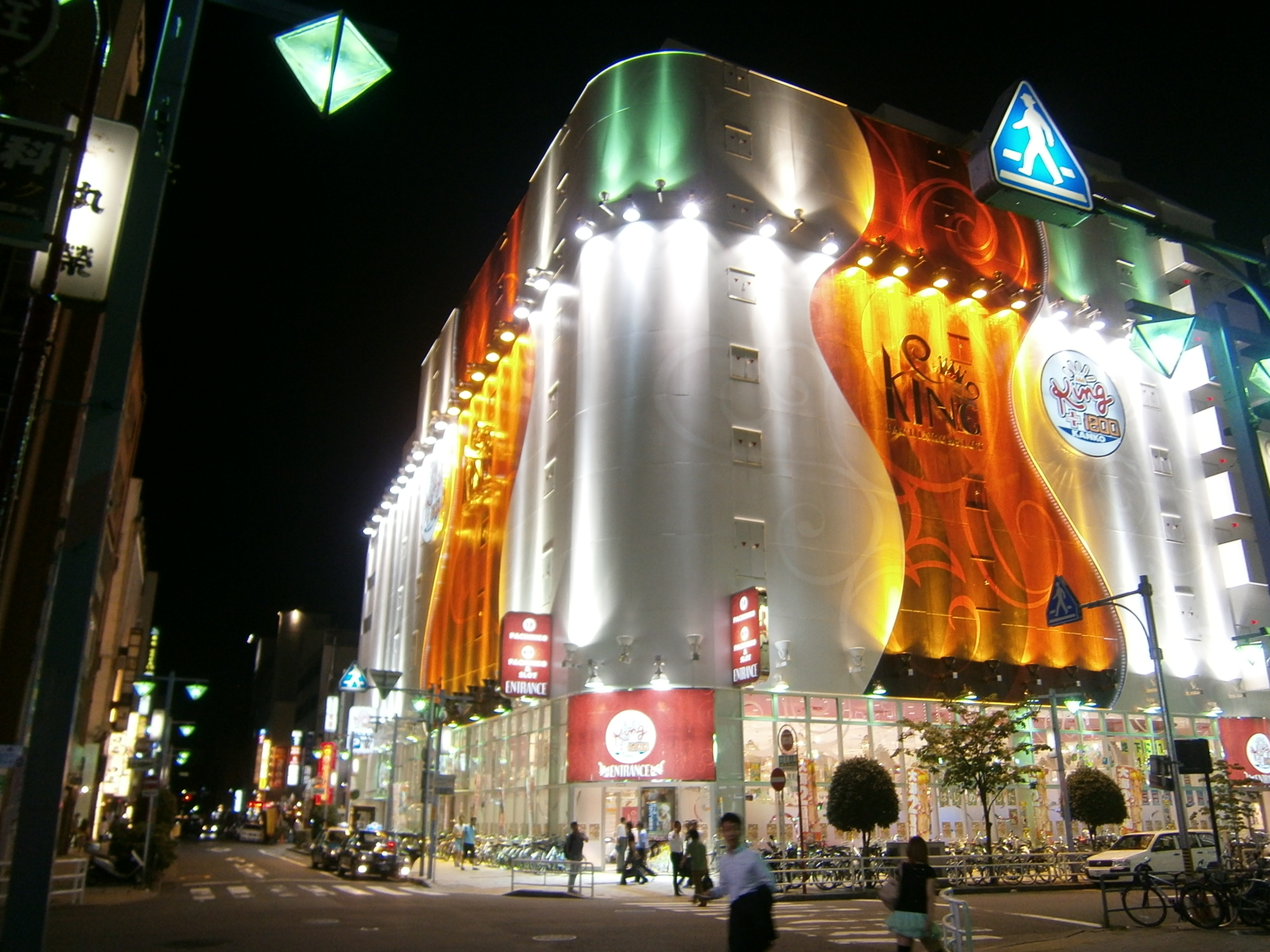
サウザンド栄住吉店

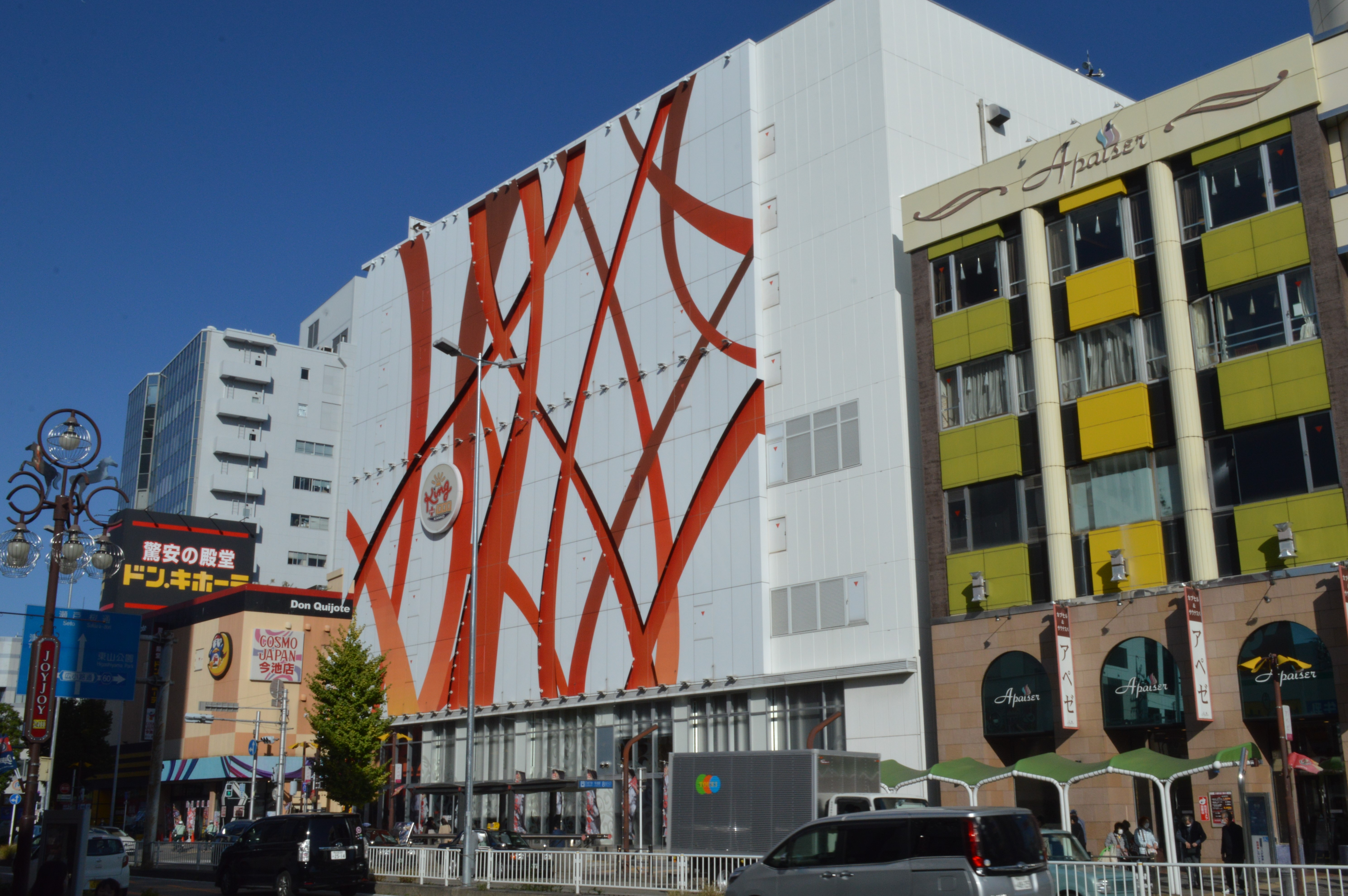
サウザンド今池1号店

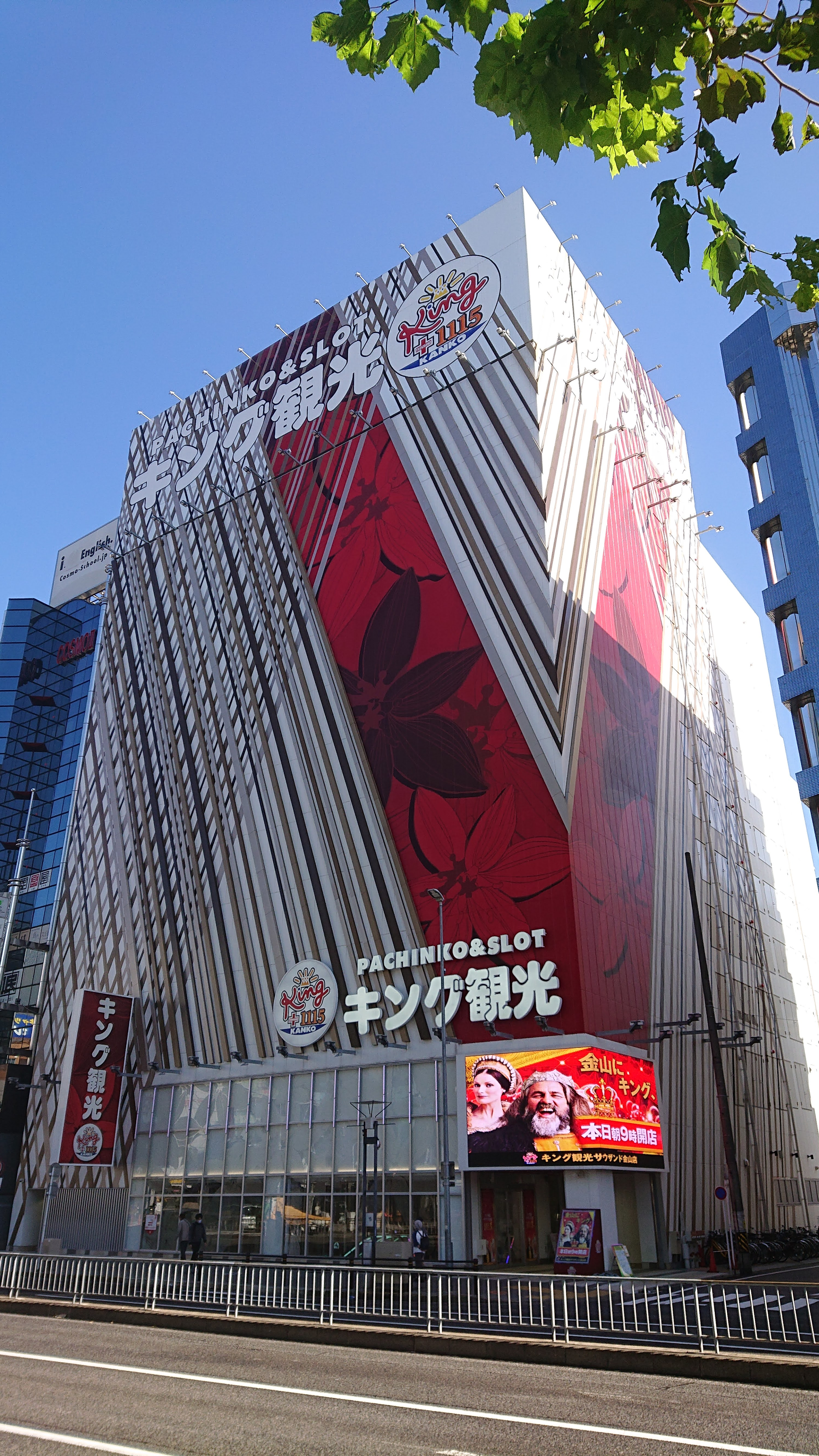
サウザンド金山店

### 三重県（13店舗）
- いなべ店
- サウザンド桑名本店
- サウザンド生桑店
- 羽津店
- サウザンド近鉄四日市店
- 鈴鹿インター店
- サウザンド鈴鹿店
- 名張店
- サウザンド津店
- 松阪店
- 伊勢店
- 尾鷲店
- 熊野店

### 愛知県（9店舗）
- サウザンド栄東新町店
- サウザンド栄住吉店
- サウザンド今池1号店
- サウザンド今池2号店
- 新瑞店
- 笠寺店
- サウザンド栄若宮大通店
- サウザンド金山店
- サウザンド名古屋駅柳橋店

### 和歌山県（1店舗）
- 新宮店

### 滋賀県（2店舗）
- サウザンド彦根店
- サウザンド長浜インター店

## 関連会社
- 有限会社コンシェルジュ

## 歴代イメージキャラクター
- 髭男爵（2007年 - 2008年）
- 狩野英孝（2008年 - 2010年3月）
- いとうあさこ（2010年4月 - 2011年3月）
- ゴー☆ジャス（2011年4月 - 2012年3月）
- AMEMIYA（2012年4月 - 2015年3月）
- 流れ星（2015年4月 - 2020年3月）

## 過去のスポンサー番組
- 森田一義アワー 笑っていいとも!　（東海テレビ放送）（水曜日スポンサー）
- クイズ!ヘキサゴンII　（フジテレビ系列）